# Hypericum uralum
Hypericum uralum är en johannesörtsväxtart som beskrevs av Buch.-ham. och David Don. Hypericum uralum ingår i släktet johannesörter, och familjen johannesörtsväxter. Inga underarter finns listade i Catalogue of Life.

## Bildgalleri

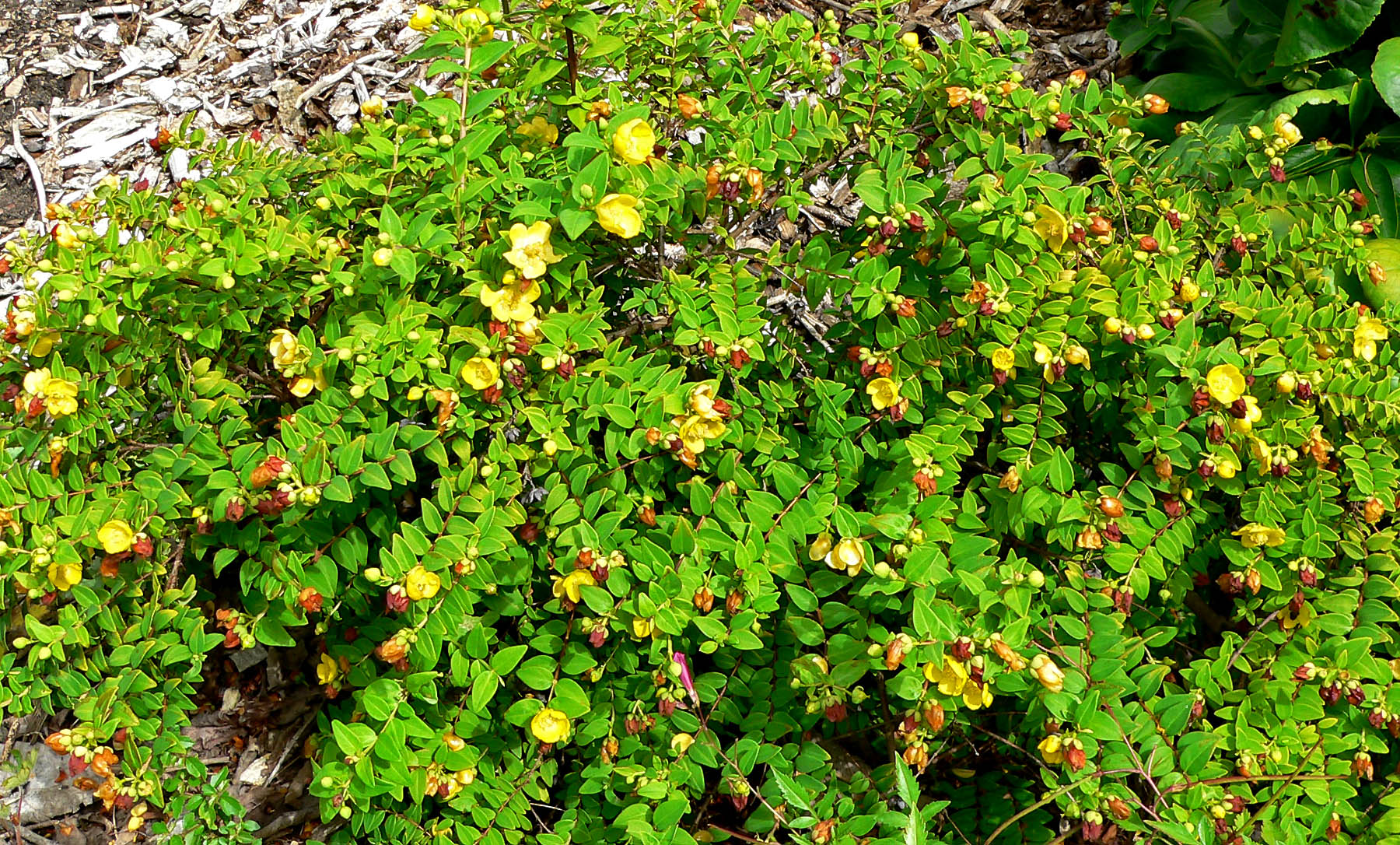
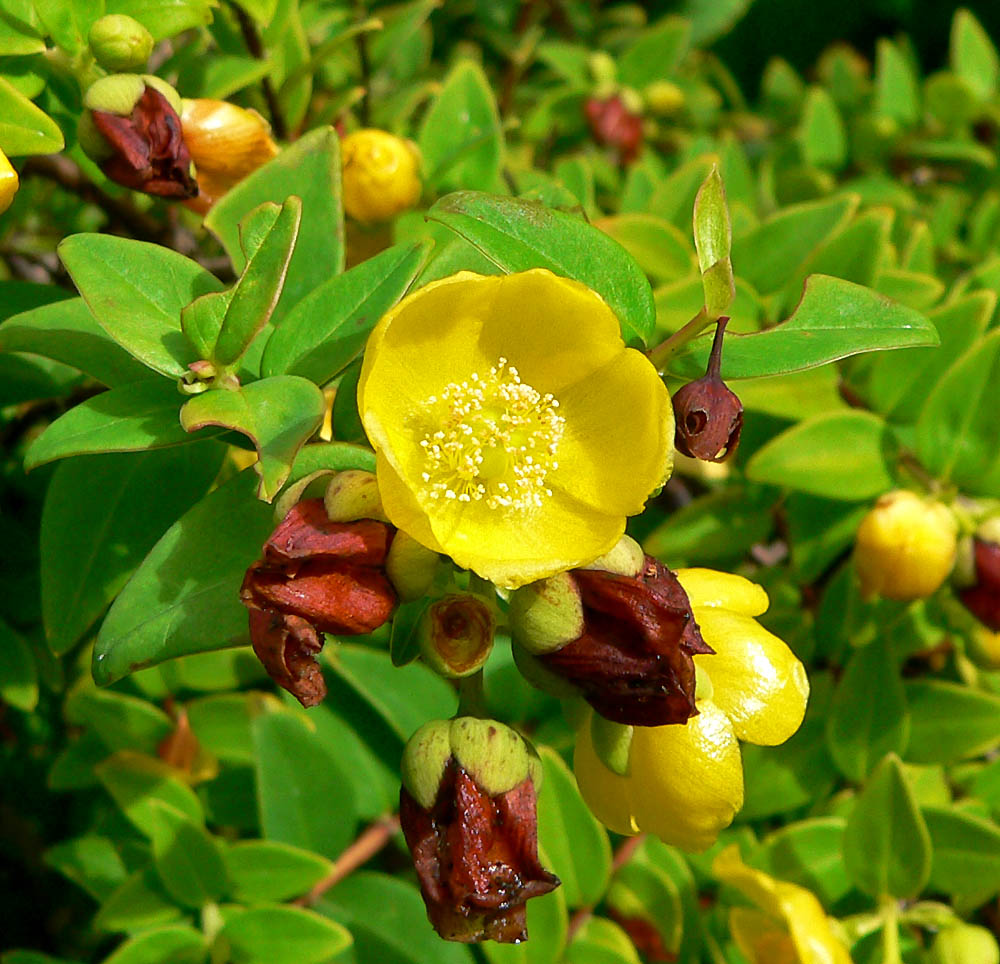